# 7055 Фабіопаган
(7055) 1989 KB (1989 KB, 1979 YB4) — астероїд головного поясу, відкритий 31 травня 1989 року.
Тіссеранів параметр щодо Юпітера — 3,414.